# Calotte glaciaire de l'île Severny
La calotte glaciaire de l'île Severny est une calotte glaciaire de Russie, située sur l'île Severny, l'île du Nord de la Nouvelle-Zemble.

## Géographie
La calotte glaciaire de l'île Severny mesure 20 500 km2 de superficie et 400 kilomètres de longueur et couvre 40 % de la surface de l'île Severny. Si on considère que l'île Severny fait partie de l'Europe, la calotte glaciaire de l'île Severny est le plus grand glacier d'Europe, devant l'Austfonna au Svalbard qui occupe la deuxième place avec 8 492 km2.